# Timrå samrealskola
Timrå samrealskola var en realskola i Timrå verksam från 1941 till 1954. 

## Historia
Skolan fanns från 1941 som en kommunal mellanskola
. Denna ombildades från 1946 successivt till Timrå samrealskola.
Realexamen gavs från 1941 till 1954.